# 마르크 마센
마르크 오베르고르 마센(덴마크어: Mark Overgaard Madsen, 1984년 9월 23일~)은 덴마크의 레슬링 선수, 종합격투기 선수이다. 2016년 하계 올림픽 남자 그레로코만형 웰터급 종목에서 은메달을 획득했으며 세계 레슬링 선수권 대회에서 은메달 4개, 동메달 1개를 획득했다.
2013년에 종합격투기 선수 경력을 시작했으며 2019년부터 얼티밋 파이팅 챔피언십(UFC) 라이트급 선수로 활동하고 있다.